# Contea di Wuqiao
La contea di Wuqiao (吴桥县S, Wúqiáo XiànP) è una contea della Cina, situata nella provincia di Hebei e amministrata dalla prefettura di Cangzhou.